# Битва за Кафу (1616)
Битва за Кафу — штурм и захват города и крепости Кафа (ныне — Феодосия) в результате морской десантной операции, проведенной Запорожскими казаками под руководством Гетмана Петра Сагайдачного в 1616 году.

## Предпосылки
Весной 1616 года запорожским гетманом (по другим данным, старшим реестровых казаков) считался Василий Стрелковский. Примерно в конце апреля - начале мая запорожцы совершили поход на турецкие города. Во время успешного похода были взяты города Варна и Мисиври (ныне Несебыр), турецкий флот был выслан и вскоре разбит близ устья Дуная. В июне или начале июля 1616 года произошла смена гетмана. Петра Сагайдачного провозглашают Гетманом Войска Запорожского. Причиной этого избрания могло служить обещание организации большего похода, чем того, который получился весной.
Вскоре после избрания гетманом Сагайдачный готовит поход на неприступную турецкую крепость Кефе (современная Феодосия), которая была главным невольничьим рынком в Крыму, административным центром эялета Кефе. Турки ещё не оправились от недавней атаки казаков на города Румелийского побережья и не ожидали такого быстрого нападения на хорошо укрепленную крепость. Кефе была великим и богатым городом, насчитывавшим до 4000 домов в пределах крепостных стен, а население, вместе с пригородами, достигало 70 000 жителей. Крепость имела крепкие оборонительные укрепления: 13-метровые наружные стены длиной более 5 км. Гарнизон города состоял из 3 янычарских орт (400-500 человек). Комендант крепости располагал около 300 людьми, ещё 200 солдат были в подчинении капудана — командира военно-морских сил

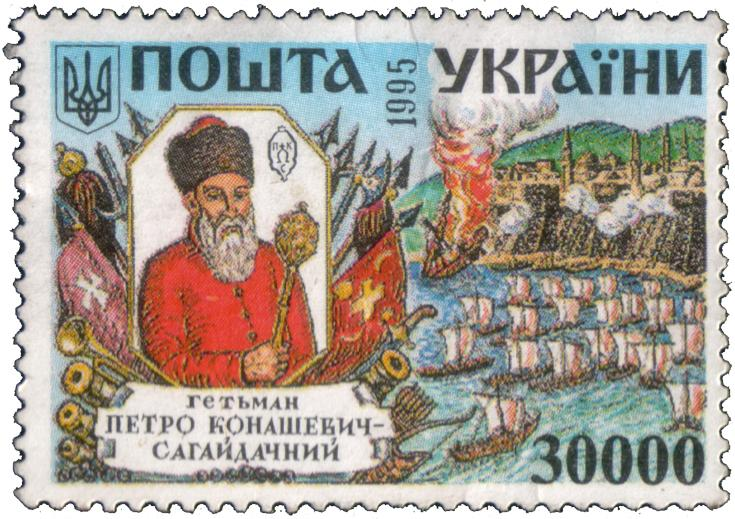
Марка почты Украины, 1995

## Поход в Кафу
В июле 1616 года Сагайдачный вместе с шестью тысячами казаков на 120—150 чайках отправился в морской поход. На выходе из Днепра, в Днепровско-Бугском лимане, казаки встретили эскадру османских галер под командованием капудан-паши Али-паши. Казаки разгромили турецкую флотилию и захватили около половины её судов. Чтобы ввести турок в заблуждение относительно своих дальнейших действий, Сагайдачный приказал части войска демонстративно вернуться на Сечь с захваченной добычей. С остальными войсками Сагайдачный около недели находился вблизи Очакова. Усыпив бдительность турок, казаки продолжили свой поход.

## Захват города
22 июля 1616 года Сагайдачный вместе с 4000 казаков (по другим источникам с 2000) прибыли к гавани города. Ночью казаки высадились на берег и подошли к воротам Кафы. Часть запорожцев, владевшие турецким, отвлекли стражей, указав, что они являются турецким подразделением, которое направляется на войну с Персией. Между тем другие перебросили лестницы на стены крепости. Перебравшись через стену, казаки вырезали часовых и открыли ворота. Казаки внезапным нападением захватили городскую цитадель и принялись грабить город и освобождать христианских невольников. Чтобы принять больше пленников на свои чайки, казаки выбросили большую часть захваченного добра, тем самым подтвердив свой обет освобождать из неволи христиан, который давали перед своими походами.
В результате проведения операции было освобождено несколько тысяч невольников, которых галерами вывезли на Днепр. Возвращение такого количества пленных помогло всенародной славе Сагайдачного.
Освободив множество пленников, запорожцы пересекли Черное море и напав на Трапезунд и Синоп, взяли приступом оба города, причем разгромили высланный против них отряд турецких судов, потопив три корабля и захватив несколько в плен. Узнав на обратном пути, что турки преградили большим флотом путь к Днепру, казаки повернули на север и через Азовское мope прошли к Дону, откуда с добычей сухим путем вернулись в Сечь.
В турецкой современной историографии событие освещено достаточно скупо, хотя факт набега на Кефе и руководство им П. Сагайдачным зафиксированы.